# Davichi
Davichi (hangul: 다비치) er en pigegruppe fra Sydkorea dannet i 2008 af Core Contents Media. Den består af Lee Hae-Ri og Kang Min-Kyung.

## Karriere
Gruppen dannedes i Seoul i 2008 og består af to medlemmer, Lee Hae-Ri og Kang Min-Kyung. De har udgivet to studiealbummer og tre EP-plader. De har tillige indspillet sange med flere andre koreanske artister og grupper.
Deres debutalbum Amaranth udkom den 4. februar 2008. Det andet album Vivid Summer Addition, som kom den 7. juli 2008, var en ny version af debutalbummet men med flere sange. Ved Mnet Asian Music Awards i 2008 fik gruppen prisen for bedste nye kvindelige musikgruppe.
I 2011 udgav de sangen "We Were In Love" sammen med gruppen T-ara. Den officielle musikvideo havde mere end 3 millioner visninger på Youtube i august 2012 og over 10,8 millioner visninger pr april 2015.

## Diskografi

### Studiealbummer
| Albuminformation                        | Topplacering            |
| Albuminformation                        | Sydkorea · (Gaon Chart) |
| --------------------------------------- | ----------------------- |
| Amaranth - Ny udgave: 7. juli 2008      | —                       |
| Mystic Ballad - Udgivet: 18. marts 2013 | 3                       |

### EP-plader
| Albuminformation                               | Topplacering            |
| Albuminformation                               | Sydkorea · (Gaon Chart) |
| ---------------------------------------------- | ----------------------- |
| Davichi in Wonderland - Udgivet: 5. marts 2009 | —                       |
| Innocence - Udgivet: 6. maj 2010               | 4                       |
| Love Delight - Udgivet: 29. august 2011        | 3                       |

### Singler
| År   | Titel                               | Topplacering            |
| År   | Titel                               | Sydkorea · (Gaon Chart) |
| ---- | ----------------------------------- | ----------------------- |
| 2008 | "Sad Promise"                       | —                       |
| 2008 | "I Love You Even Though I Hate You" | —                       |
| 2008 | "Love and War"                      | —                       |
| 2009 | "8282"                              | —                       |
| 2010 | "Time, Please Stop"                 | 1                       |
| 2010 | "From Me to You"                    | 3                       |
| 2010 | "Separating Twice"                  | 5                       |
| 2011 | "Don't Say Goodbye"                 | 1                       |
| 2011 | "We Were in Love" (med T-ara)       | 1                       |
| 2012 | "Will Think of You"                 | 2                       |
| 2012 | "Do Men Cry?"                       | 2                       |
| 2013 | "Just the Two of Us"                | 2                       |
| 2013 | "Be Warmed"                         | 1                       |
| 2013 | "Turtle"                            | 1                       |
| 2013 | "Because I Miss You Today"          | 2                       |